# Trofeu Sportivi di Briga
El Trofeu Sportivi di Briga és una competició ciclista italiana d'un sol dia que es disputa a Briga Novarese, a la Província de Novara. Creada el 1984, està reservada als ciclistes amateurs i sub-23.

## Palmarès
| Any  | Vencedor                | Segon              | Tercer              |
| ---- | ----------------------- | ------------------ | ------------------- |
| 1984 | Marco Lietti            |                    |                     |
| 1985 | Pierluigi Giussani      |                    |                     |
| 1986 | Fabio Ferrario          |                    |                     |
| 1987 | Fabrizio Nespoli        |                    |                     |
| 1988 | Daniele Silvestri       |                    |                     |
| 1989 | Fabio Ferrario          |                    |                     |
| 1990 | Mauro Radaelli          |                    |                     |
| 1991 | Maurizio Manzoni        |                    |                     |
| 1992 | Sergio Barbero          |                    |                     |
| 1993 | Giuseppe Tartaggia      | Gianluca Valoti    | Ivan Luna           |
| 1994 | Alessandro Baronti      |                    |                     |
| 1995 | Massimiliano Napolitano |                    |                     |
| 1996 | Gianluca Valoti         |                    |                     |
| 1997 | Mirko Puglioli          |                    |                     |
| 1998 | Cristiano Mancini       |                    |                     |
| 1999 | Milan Kadlec            |                    |                     |
| 2000 | Antonio Salomone        |                    |                     |
| 2001 | Alexandr Kolobnev       |                    |                     |
| 2002 | ?                       |                    |                     |
| 2003 | Antonio D'Aniello       |                    |                     |
| 2004 | Antonio Quadranti       |                    |                     |
| 2005 | Andrea Liverani         |                    |                     |
| 2006 | Francesco Gavazzi       | Fausto Fognini     | Davide Battistella  |
| 2007 | Simone Ponzi            | Giovanni Carini    | Fausto Fognini      |
| 2008 | Daniel Oss              | Egor Silin         | Maciej Paterski     |
| 2009 | Daniele Ratto           | Federico Rocchetti | Gianluca Brambilla  |
| 2010 | Daniele Aldegheri       | Luca Santimaria    | Daniele Dall'Oste   |
| 2011 | Enrico Battaglin        | Stefano Agostini   | Mirko Tedeschi      |
| 2012 | Alessio Marchetti       | Pierre Penasa      | Dúber Quintero      |
| 2013 | Gianluca Milani         | Andrea Zordan      | Andrea Vaccher      |
| 2014 | Robert Power            | Gianni Moscon      | Gianluca Milani     |
| 2015 | Michele Gazzara         | Pierpaolo Ficara   | Jacopo Mosca        |
| 2016 | Alexandr Riabushenko    | Andrea Vendrame    | Marco Bernardinetti |
| 2017 | Antonio Zullo           | Gianluca Milani    | Nikolai Shumov      |